# Termes (Aude)
Termes (okzitanisch Tèrme) ist eine kleine Gemeinde mit nur 49 Einwohnern (Stand 1. Januar 2022) im Süden Frankreichs. Sie liegt im Département Aude in der Region Okzitanien. Die Einwohner der Gemeinde werden Termenais genannt.

## Lage
Termes liegt in den zerklüfteten Bergen der Corbières etwa 57 Kilometer (Fahrtstrecke) südwestlich von Narbonne bzw. 50 Kilometer südöstlich von Carcassonne. Das Gemeindegebiet wird von den Flüssen Sou sowie Libre durchquert und ist Teil des Regionalen Naturparks Corbières-Fenouillèdes. Der nächstgrößere Ort ist Lagrasse (ca. 21 Kilometer nördlich) mit der Abtei Sainte-Marie de Lagrasse. Sehenswert ist auch die – etwa auf halber Strecke nach Lagrasse gelegene – kleine Kirche St-Martin in Saint-Martin-des-Puits.

## Bevölkerungsentwicklung
| Jahr      | 1968 | 1975 | 1982 | 1990 | 1999 | 2004 | 2016 |
| Einwohner | 53   | 45   | 50   | 43   | 52   | 54   | 34   |

Der Ort hatte im 19. Jahrhundert zeitweise über 300 Einwohner und in der 1. Hälfte des 20. Jahrhunderts immer noch um die 150 Einwohner; unmittelbar nach dem Zweiten Weltkrieg waren es nur noch gut 80 Personen, die in Termes lebten.

## Wirtschaft
Wesentliche Einnahmequelle des Ortes ist der Weinbau; die Weinberge der Gemeinde Termes liegen innerhalb der geschützten Herkunftsbezeichnung Corbières. Seit den 1970er und 1980er Jahren ist ein wenig Tourismus (gîtes) als Erwerbszweig hinzugekommen. Schafzucht wird kaum noch betrieben.

## Geschichte
Termes wird bereits in der Mitte des 12. Jahrhunderts erwähnt; ob es damals schon ein Wehrdorf (castrum) war oder erst in der Katharerzeit dahingehend umgestaltet wurde, ist unklar. Im Jahr 1210 wurde Termes im Verlauf des Albigenserkreuzzugs (1209–1229) als eine der okzitanischen Städte belagert, die den Katharern Schutz boten. Die Burg Termes fiel im Dezember 1210 an die Kreuzritter unter Simon de Montfort.
Im Jahre 1228 wurde in der weitgehend zerstörten Burg eine königliche Garnison einquartiert, die einerseits ein Wiederaufflammen der Katharerbewegung verhindern sollte, andererseits aber auch eine strategisch wichtige Position im Kampf gegen die Expansionsbestrebungen der Krone von Aragon innehatte. Das Dorf Termes stand weiterhin im Besitz von Olivier de Termes, der es im Jahre 1260 an Ludwig IX. verkaufte, der das Dorf unverzüglich weiter unten neu ansiedelte, gleichzeitig jedoch die Burg durch Neubauarbeiten wieder zu neuem Leben erweckte.

## Sehenswürdigkeiten

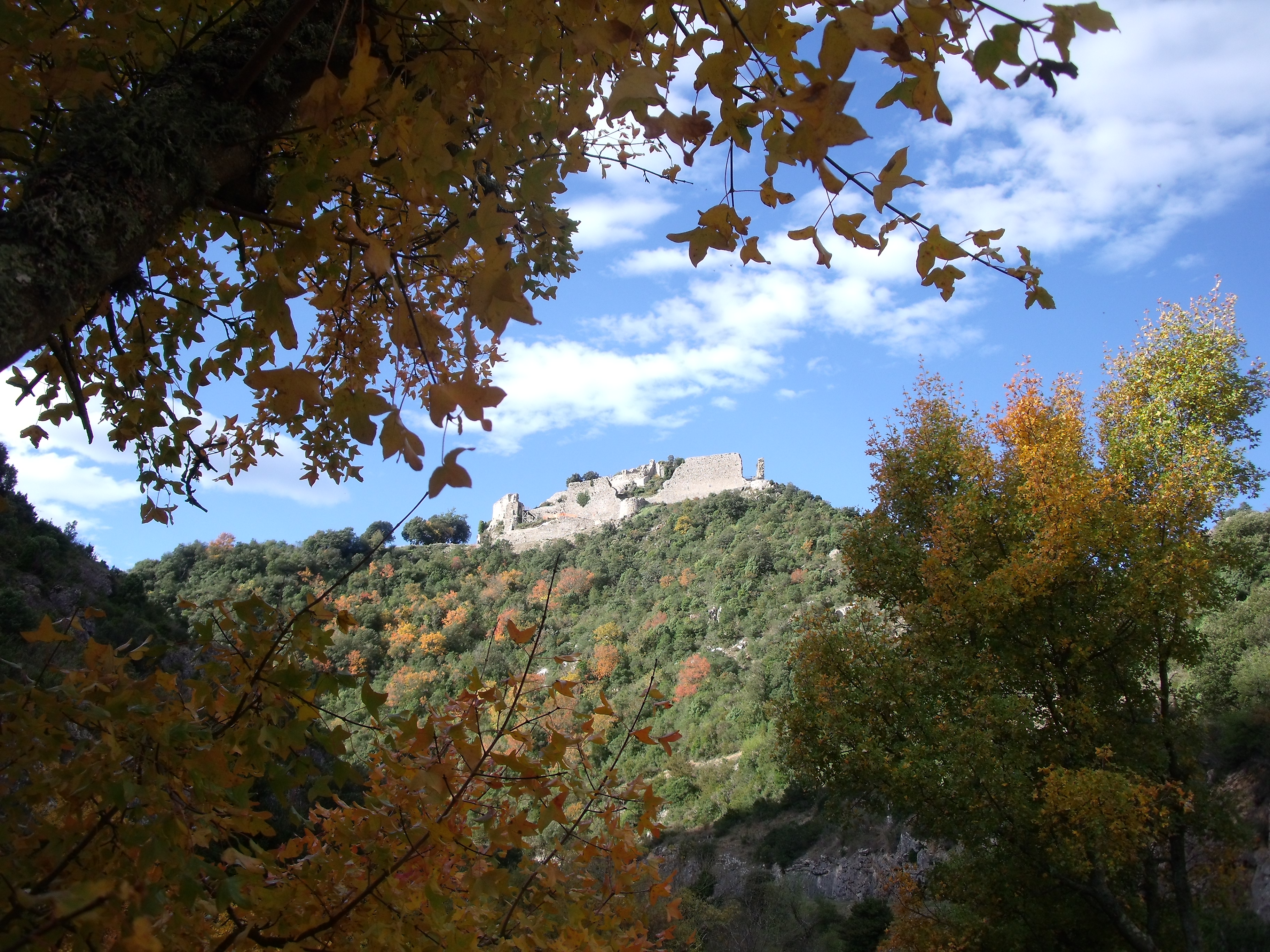
Blick auf die Burg

### Burgruine
Die Burg Termes wurde bereits Mitte des 12. Jahrhunderts erstmals urkundlich erwähnt. Während des Albigenserkreuzzuges belagerten und eroberten Kreuzritter die Anlage. Nach Zerstörungen ließ der französische König Ludwig IX. die Burg ab etwa 1260 neu aufbauen. Sie hatte bis in die 1650er Jahre Bestand, ehe Ludwig XIV. ihre endgültige Zerstörung anordnete. Die Burgruine ist seit 1989 als Monument historique anerkannt.

### Sonstige

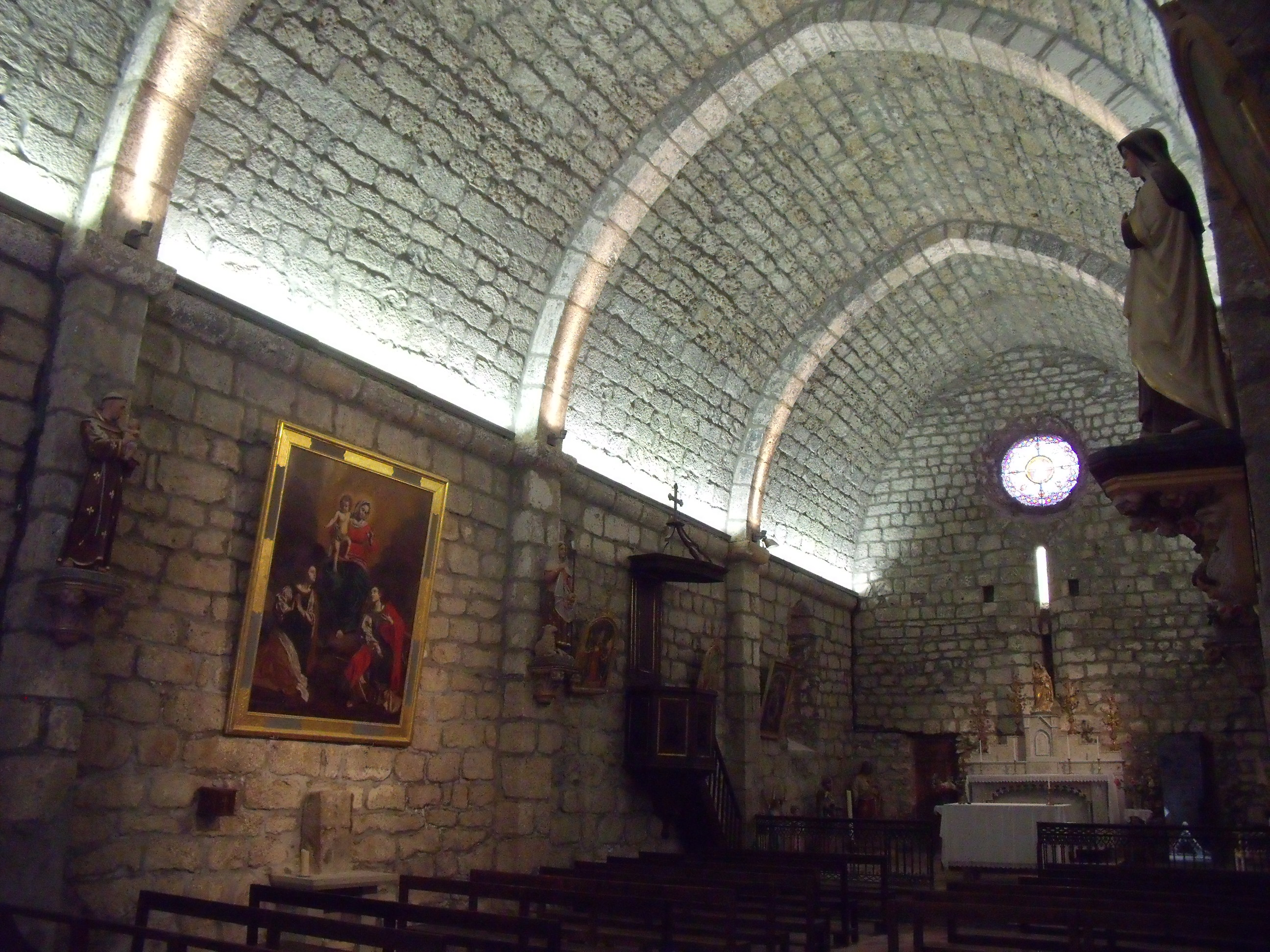
Église Notre-Dame

- Die Église Notre-Dame ist eine romanische Kirche aus dem 12. Jahrhundert, sie wurde jedoch im 19. Jahrhundert grundlegend umgestaltet (Verlegung des Eingangs von der Süd- auf die Westseite, Bau einer Glockenstube anstelle des älteren Glockengiebels, Einbau eines Rundfensters über dem Altar). Das Innere der Kirche ist einschiffig und ohne Apsis, allerdings mit einem leicht erhöhten Chorbereich; der Raum wird bedeckt von einem angespitzten Tonnengewölbe mit Gurtbögen. Zwei Ausstattungsgegenstände sind erwähnenswert: das Taufbecken mit seiner tragenden Säule aus dem 13. Jahrhundert und ein barockes Tafelbild mit der Darstellung einer Muttergottes mit Kind. Der Kirchenbau ist seit dem Jahr 1951 als Monument historique[2] anerkannt.
- Die Chapelle Saint-André liegt südöstlich des heutigen Dorfes im Tal des Sou de Laroque. Sie stammt aus dem Mittelalter, wurde jedoch Ende des 19. Jahrhunderts grundlegend restauriert.
- Die in Privatbesitz befindliche Wassermühle La Buade liegt etwa 2,5 Kilometer von Termes entfernt im Tal des Sou de Laroque.
- Die Gorges du Termenet und die Gorges de Coynepont sind zwei – teilweise auch für Wanderer erschlossene – Schluchten der Corbières.

## Persönlichkeiten
- Olivier de Termes (um 1200–1274), Ritter, Faydit und Kreuzfahrer